# Antonie Wlosok
Antonie Marianne Elisabeth Wlosok (* 17. November 1930 in Rokietnica, Provinz Posen; † 7. Februar 2013 in Mainz) war eine deutsche Klassische Philologin. Sie war eine der ersten Frauen auf einem Lehrstuhl dieses Faches in Deutschland.

## Leben und Werk
Antonie Wlosok wurde als zweites von vier Kindern eines Pastors geboren. Durch die Flucht 1945 kam sie nach Bayern und dann in das westfälische Lübbecke. Anschließend studierte sie evangelische Theologie an der Kirchlichen Hochschule Wuppertal und danach in Freiburg unter anderem die Fächer Theologie und Germanistik. In Freiburg weckte Karl Büchner ihr Interesse für die Latinistik. An der Ruprecht-Karls-Universität Heidelberg studierte sie Klassische Philologie. Im Jahr 1957 schloss sie mit dem Staatsexamen in Latein und evangelischer Religion das Studium ab. In Heidelberg wurde sie am 25. Juni 1958 mit der Arbeit Laktanz und die philosophische Gnosis promoviert.
Anschließend arbeitete sie als Wissenschaftliche Assistentin in Heidelberg und habilitierte sich 1964 mit einer Arbeit über die Göttin Venus in Vergils Aeneis. Einen Ruf an die Universität Mannheim zum Wintersemester 1967/1968 lehnte sie ab. Zum Sommersemester 1968 lehrte sie in der Nachfolge von Manfred Fuhrmann als ordentliche Professorin für Klassische Philologie an der Christian-Albrechts-Universität zu Kiel. Von 1972 bis 1973 war sie als Member am Institute for Advanced Study in Princeton. Von 1974 bis zu ihrer Emeritierung 1998 lehrte sie als Nachfolgerin von Willy Schetter als ordentliche Professorin für Latinistik an der Johannes-Gutenberg-Universität Mainz. Sie war neben Ilona Opelt (Düsseldorf) eine der ersten deutschen Frauen, die einen Lehrstuhl für Klassische Philologie bekleideten. Anlässlich ihrer Emeritierung gründete sie 1998 die Antonie-Wlosok-Stiftung zur Förderung der Erforschung der Spätantike und der Rezeptionsgeschichte.
Wlosoks Forschung konzentrierte sich auf die römische Literatur der augusteischen Zeit und auf das Verhältnis von Heidentum und Christentum in der Spätantike. Zu ihren bekanntesten Schriften zählen neben ihrer Dissertation, die in erweiterter Form 1960 in den Abhandlungen der Heidelberger Akademie der Wissenschaften erschien, unter anderem Die Göttin Venus in Vergils Aeneis (1967), Rom und die Christen und Römischer Kaiserkult (1976). Sie erstellte außerdem Editionen zu Laktanz, Catull und Vergil. Ihre Kleinen Schriften erschienen 1990 unter dem Titel Res humanae – res divinae, herausgegeben von Eberhard Heck und Ernst A. Schmidt. Seit 1985 war sie korrespondierendes Mitglied der Heidelberger Akademie der Wissenschaften. Von 1982 bis 2010 war sie Mitglied der Patristischen Kommission.

## Schriften
- mit Heinrich Kraft: Laktanz, De ira Dei. Vom Zorne Gottes. Lateinisch und deutsch. Eingeleitet, herausgegeben, übertragen und erledigt. Gentner, Darmstadt 1957 (Lizenzausgabe, Wissenschaftliche Buchgesellschaft, Darmstadt 1957; 1971, ISBN 3-534-06044-X).
- Laktanz und die philosophische Gnosis. Untersuchungen zu Geschichte und Terminologie der gnostischen Erlösungsvorstellung (= Abhandlungen der Heidelberger Akademie der Wissenschaften, Philosophisch-Historische Klasse. Jahrgang 1960, Abhandlung 2). Winter, Heidelberg 1960 (teilweise zugleich Dissertation, Universität Heidelberg 1957).
- Die Göttin Venus in Vergils Aeneis (= Bibliothek der klassischen Altertumswissenschaften. Neue Folge, Reihe 2, Band 21). Winter, Heidelberg 1967 (zugleich Habilitationsschrift, Universität Heidelberg 1964).
- Rom und die Christen. Zur Auseinandersetzung zwischen Christentum und römischem Staat (= Der altsprachliche Unterricht. Band 13, Beiheft 1). Klett, Stuttgart 1970.
- Res humanae – res divinae. Kleine Schriften. Herausgegeben von Eberhard Heck und Ernst A. Schmidt (= Bibliothek der klassischen Altertumswissenschaften. Neue Folge, Reihe 2, Band 84). Winter, Heidelberg 1990, ISBN 3-533-04302-9.
- Publius Vergilius Maro, Bucolica – Georgica – Aeneis. Farbmikrofiche-Edition der Handschrift València, Biblioteca General i Històrica de la Universitat, Ms. 837 (= Codices illuminati medii aevi. Band 23). Edition Helga Lengenfelder, München 1992, ISBN 3-89219-023-2 (PDF des Textteils).
- mit Eberhard Heck: L. Caeli Firmiani Lactanti Epitome divinarum institutionum (Bibliotheca Teubneriana). B. G. Teubner, Stuttgart/Leipzig 1994, ISBN 3-519-01933-7.
- mit Eberhard Heck: L. Caelius Firmianus Lactantius, Divinarum institutionum libri septem (Bibliotheca Teubneriana). 4 Bände. K. G. Saur (Band 1) und Walter de Gruyter (Band 2–4), München/Leipzig (Band 1) und Berlin (Band 2–4) 2005–2011, ISBN 3-598-71265-0 (Band 1), ISBN 978-3-11-019506-4 (Band 2), ISBN 978-3-11-021466-6 (Band 3) und ISBN 978-3-11-022467-2 (Band 4) (kritische Ausgabe ohne Übersetzung).